# チャールズ・カーマイケル・ラケータ
チャールズ・カーマイケル・ラケータ（Charles Carmichael Lacaita、1853年 - 1933年7月17日）はイギリスの政治家、植物学者である。
エディンバラに生まれた。父親はイタリア生まれでイギリスに帰化した政治家、歴史家で、母親は第7代カーマイケル男爵（Thomas Gibson Carmichael, seventh baronet）の娘である。オクスフォード大学で学んだ後、政治家となり、第2代グランヴィル伯爵の秘書を務めた。1885年に国会議員となった。
政治活動の一方、植物収集家としても知られ、インドのシッキム、スペイン、イタリアなど多くの場所で植物採集し、植物雑誌に多くの記事を寄稿した。1882年にロンドン・リンネ協会のフェローに選ばれ、1921年にリンネ協会の副会長を務めた。
ラン科のOphrys lacaitae Lojac. などに献名されている。